# Molophilus bellicosus
Molophilus bellicosus är en tvåvingeart som beskrevs av Alexander 1929. Molophilus bellicosus ingår i släktet Molophilus och familjen småharkrankar. Inga underarter finns listade i Catalogue of Life.